# 蔡同栄
蔡 同栄（さい どうえい、ツァイ トンロン、1935年6月13日 - 2014年1月11日）は台湾の政治家。英語名はTrong chai。
日本統治時代の台湾に生まれ、米国で修士号と博士号を取得した。民主主義派であり、公民投票促進会と民間全民電視公司を設立した。
民主進歩党の党員であった蔡は数回立法委員に選出され、1993年から1996年と1997年から2012年の期間立法委員を務めた。民進党主席選挙に3回出馬したが、1回も当選することは無かった。

## 生い立ちと教育
日本統治時代の1935年6月13日、台南州東石郡布袋村（現在の嘉義県布袋鎮）に生まれる。第二次大戦後、蔡の父は嘉義県議会議員を2期務めた。
国立台南第一高級中学を卒業後、国立台湾大学に通い政治学を学んだ。その後専攻を法学に変え、1958年に国立台湾大学法学部を卒業した。その後徴兵され、中華民国陸軍で6ヶ月兵役に服した。
1960年に渡米しテネシー大学で学び、政治学の修士号を取得。台湾独立運動に関与した結果、中国国民党のブラックリストに乗り、台湾へ帰国することが不可能となった。蔡は学業を続け、南カリフォルニア大学に通い、1969年に博士号を取得した。1986年、ニューヨーク市立大学で政治学の教授となった。

## 政治への参加
1970年にアメリカで台湾独立連盟（のち1987年に台湾独立建国連盟へ改称）を設立し、初代主席となった。その後の1982年にも台湾人公共事務会を設立し、初代会長を務めた。
1990年6月に葬儀に出席するため台湾へ帰国。到着直後、新規のパスポートを取得し、民主進歩党に加入した。同年11月に人民の意思を通した改革を目標に公民投票促進会（公民投票促進會）を設立した。

## 立法院
1992年に嘉義市選出の立法委員に当選。1995年の選挙では国民党の蕭万長に敗北し落選したものの、1997年に立法委員に再び当選し、1998年と2001年、2004年も再選した。任期中、国家防衛や僑務委員会、外交委員会に関わった。
陳水扁政権下の台湾本土化運動を支持した。 2005年教育部に対して国民小学のワークブックの表紙にある第二次大戦後の蔣介石政権時代の中国民族主義的な標語である「堂堂正正的中國人」を外すように要請した。反国家分裂法に対して、立法委員である荘和子とともに反併吞法草案を提出した。

### 民進党主席選挙
著名な薬理学者である李鎮源の支持があったという事実にもかかわらず、1996年の民進党主席選挙に敗れた。しかし2005年に当時民進党主席であった蘇貞昌の辞職が蔡の再出馬の決定に繋がった。立候補し、党で最初の公認候補となった。
蔡は3人の公認の候補者のうちの一人となった。副総統の呂秀蓮と外交部長の陳唐山の支持を受けた。2006年1月の主席選挙で36%の得票率であった蔡に対し、元総統府秘書長の游錫堃が54%の票を獲得し当選した。
2008年の総統選挙での謝長廷の敗北後、民進党の候補者であった謝は党主席を辞職し、主席選を行うことを公告した。4月14日に蔡は出馬を宣言した。
2006年に民進党は内部の全派閥の活動を禁止する決議を通過していたものの、他派閥に所属していた党員の反対がまだ存在し、総統選で民進党を敗北に導いた原因の一人だと思われていた。蔡は辜寛敏とともに蔡英文がかつての派閥の協力や党の支持基盤の拡大に集中している間、党の独立に関する方針を固めることの重要性を強調した。
台南市長の許添財の支持を得られたものの、5月に出馬を辞退し別の候補者である辜寛敏を支持することを決定した。しかし辞退するには遅く、5%の支持を得ることとなった。

## 選挙記録
| 年度 | 選挙                  | 選挙区                 | 所属政党   | 得票数    | 得票率 | 当選 | 注釈 |
| ---- | --------------------- | ---------------------- | ---------- | --------- | ------ | ---- | ---- |
| 1992 | 第2回立法委員選挙     | 嘉義市選挙区           | 民主進歩党 |           |        |      |      |
| 1995 | 第3回立法委員補欠選挙 | 嘉義市選挙区           | 民主進歩党 |           |        |      |      |
| 1998 | 第4回立法委員選挙     | 嘉義市選挙区           | 民主進歩党 | 35,349    | 33.90% |      |      |
| 2001 | 第5回立法委員選挙     | 嘉義市選挙区           | 民主進歩党 | 38,043    | 31.71% |      |      |
| 2004 | 第6回立法委員選挙     | 嘉義市選挙区           | 民主進歩党 | 31,193    | 30.22% |      |      |
| 2008 | 第7回立法委員選挙     | 不分区および海外華僑枠 | 民主進歩党 | 3,610,106 | 36.91% |      |      |

## 人物
妻に蔡麗蓉がいる。
2014年1月11日に蔡は多臓器不全で亡くなった。